# Seznam slovenskih državnih svetnikov (2012–2017)
Seznam slovenskih državnih svetnikov v mandatu 2012 do 2017.

## A
- Igor Antauer, predstavnik delodajalcev

## B
- Mitja Bervar, predstavnik kulture in športa
- Stojan Binder, predstavnik delodajalcev
- Zoran Božič, predstavnik vzgoje in izobraževanja
- Uroš Brežan, predstavnik lokalnih interesov volilne enote št. 13

## D
- Toni Dragar, predstavnik lokalnih interesov volilne enote št. 2

## F
- Rajko Fajt, predstavnik lokalnih interesov volilne enote št. 7

## G
- Alojz Glavač, predstavnik lokalnih interesov volilne enote št. 11
- Franc Golob, predstavnik lokalnih interesov volilne enote št. 19
- Janvit Golob, predstavnik raziskovalne dejavnosti

## H
- Tomaž Horvat, predstavnik lokalnih interesov volilne enote št. 12

## K
- Franc Kangler, predstavnik lokalnih interesov volilne enote št. 3
- Bojan Kekec, predstavnik lokalnih interesov volilne enote št. 14
- Samer Khalil, predstavnik lokalnih interesov volilne enote št. 15
- Oskar Komac, predstavnik delojemalcev
- Alojz Kovšca, predstavnik obrtnikov
- Mirko Kozelj, predstavnik lokalnih interesov volilne enote št. 9
- Darija Kuzmanič Korva, predstavnica socialnega varstva

## L
- Marija Lah, predstavnica delodajalcev
- Milan Lukić, predstavnik delodajalcev

## M
- Milan Medved, predstavnik lokalnih interesov volilne enote št. 6

## O
- Milan Ozimič, predstavnik lokalnih interesov volilne enote št. 4

## P
- Radovan Stanislav Pejovnik, predstavnik univerz, visokih in višjih šol
- Miloš Pohole, predstavnik lokalnih interesov volilne enote št. 17
- Boris Popovič, predstavnik lokalnih interesov volilne enote št. 18
- Bojana Potočan, predstavnica samostojnih poklicev
- Jože Požežnik, predstavnik lokalnih interesov volilne enote št. 5
- Peter Požun, predstavnik zdravstva

## R
- Metod Ropret, predstavnik lokalnih interesov volilne enote št. 1

## S
- Dušan Semolič, predstavnik delojemalcev
- Jože Slivšek, predstavnik lokalnih interesov volilne enote št. 20
- Dušan Strnad, predstavnik lokalnih interesov volilne enote št. 22

## Š
- Stevo Ščavničar, predstavnik lokalnih interesov volilne enote št. 10
- Drago Ščernjavič, predstavnik delojemalcev
- Branimir Štrukelj, predstavnik delojemalcev
- Branko Šumenjak, predstavnik lokalnih interesov volilne enote št. 8
- Matjaž Švagan, predstavnik lokalnih interesov volilne enote št. 21

## V
- Jernej Verbič, predstavnik lokalnih interesov volilne enote št. 16
- Peter Vrisk, predstavnik kmetov

## Z
- Cvetko Zupančič, predstavnik kmetov

## Vir
1. ↑  Volitve v Državni svet RS - Leto 2012 Arhivirano 2014-02-01 na Wayback Machine. (PDF Arhivirano 2014-02-01 na Wayback Machine.), Državna volilna komisija, 2012